# دی‌جی کوالز
دانلد جوزف کوالز (به انگلیسی: Donald Joseph Qualls) که با نام مختصر دی‌جی کوالز (انگلیسی: DJ Qualls؛ زاده ۱۰ ژوئن ۱۹۷۸) شناخته می‌شود، هنرپیشه‌ای اهل ایالات متحده آمریکا است.
از فیلم‌ها یا برنامه‌های تلویزیونی که وی در آن نقش داشته‌است می‌توان به سفر جاده، پسر جدید و ماجراهای دکه سمساری اشاره کرد.

## گزیده فیلمشناسی
از فیلم‌ها یا برنامه‌های تلویزیونی که وی در آن نقش داشته‌است می‌توان به آثار زیر اشاره کرد.

### فیلم
- سفر جاده‌ای (۲۰۰۰)
- پسر جدید (۲۰۰۲)
- همه چیز درباره استیو (۲۰۰۹)
- دل بد باستر (۲۰۱۶)

### مجموعهٔ تلویزیونی
- لاست (۲۰۰۵)
- تئوری بیگ بنگ (۲۰۰۷)
- بریکینگ بد (۲۰۰۹)
- سوپرنچرال (۲۰۱۱–۲۰۲۰)
- ساکن برج بلند (۲۰۱۵–۲۰۱۸)
- فارگو (۲۰۱۷)

## زندگی شخصی
کوالز در ژانویه ۲۰۲۰، در توییتر همجنسگرا بودنش را آشکارسازی کرد و نوشت از نگرانی برای تأثیر آن بر شغلش خسته شده‌است.